# Irradiància

Espectre de radiació solar sobre l'atmosfera i en la superfície.

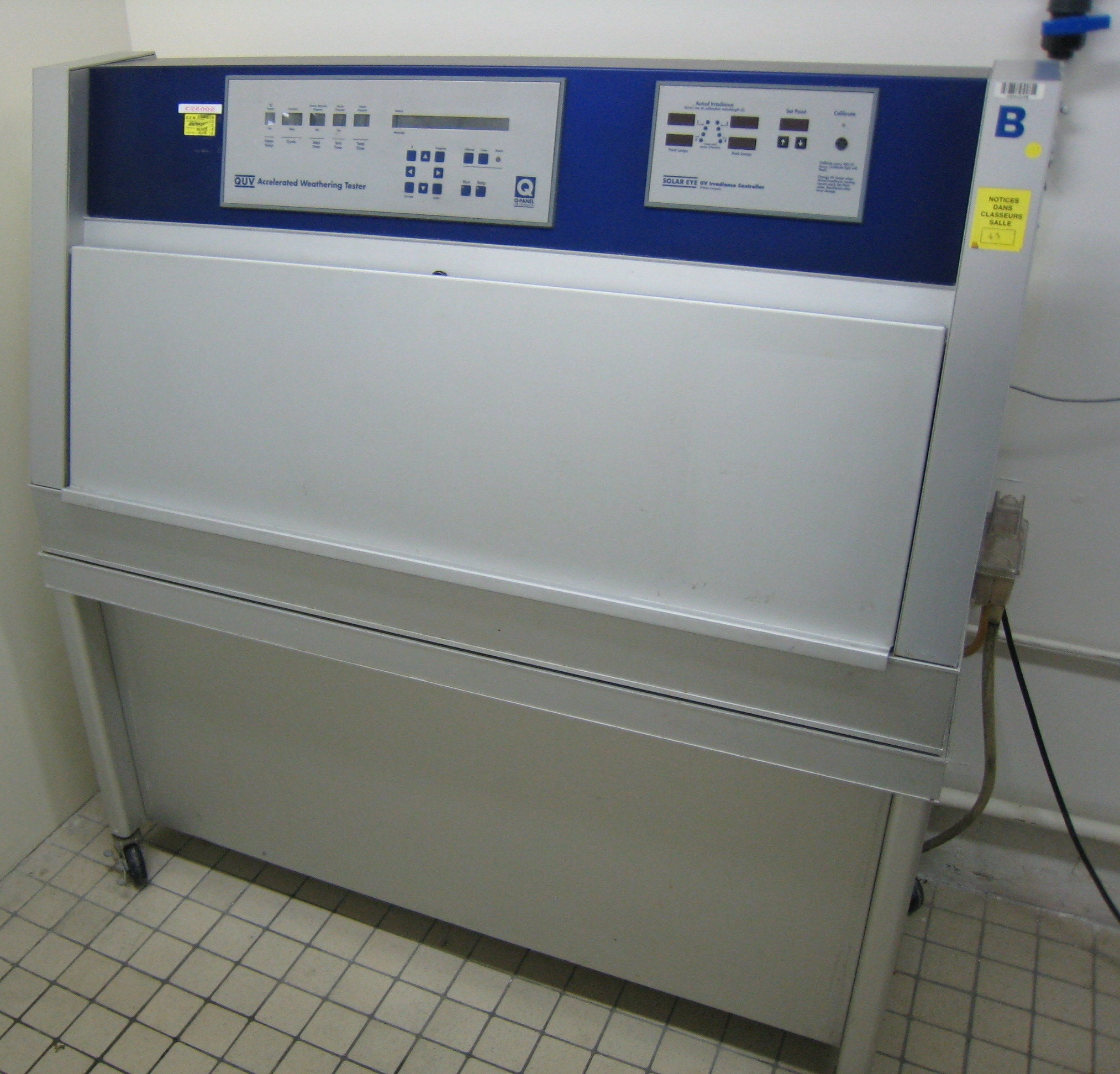
Aparell de laboratori equipat amb un controlador d'irradiància.

La irradiància  és la magnitud utilitzada per descriure la potència incident per unitat de superfície de tota mena de radiació electromagnètica. En unitats del sistema internacional es mesura en W/m².
A electromagnetisme es defineix la irradiància com el valor de la intensitat energètica mitjana d'una ona electromagnètica en un punt donat i es calcula com el valor mitjà del vector de Poynting.
La irradiància serveix de base per a la definició de magnituds físiques similars, entre les quals la radiància (energia emesa per unitat de superfície i per unitat d'angle sòlid) és la més utilitzada.
També la utilitza per definir la constant solar, quantitat d'energia solar que arriba a l'atmosfera superior de la Terra per unitat de superfície i temps. El seu valor és de 1.367 W/m² segons l'escala del World Radiation Reference Centre (WRRC), de 1373 W/m² segons l'Organització Mundial de Meteorologia (WMO de les seves sigles en anglès) o de 1353 W/m² segons la NASA.

## Unitats
| Magnitud             | Símbol | Unitat del SI             | abeura. | Notes                                                          |
| -------------------- | ------ | ------------------------- | ------- | -------------------------------------------------------------- |
| Energia lluminosa    | Q v    | lumen segon               | lm·s    | A vegades es fa servir la denominació Talbot, aliena al SI     |
| Flux lluminós        | F      | lumen (= cd·sr)           | lm      | Mesura de la potència lluminosa percebuda                      |
| Intensitat lluminosa | I v    | candela (= lm/sr)         | cd      | Una Unitat bàsica del SI                                       |
| Luminància           | L v    | candela per metre quadrat | cd/m 2  | A vegades es fa servir la denominació nit, aliena al SI        |
| Il·luminació         | E v    | lux (= lm/m 2 )           | lx      | Usat per mesurar la incidència de la llum sobre una superfície |
| Emitància lluminosa  | M v    | lux (= lm/m 2 )           | lx      | Usat per mesurar la llum emesa per una superfície              |
| Eficàcia lluminosa   |        | lumen per watt            | lm/W    | Raó entre flux lluminós i flux radiant                         |

En altres sistemes d'unitats, l'energia lumínica es pot expressar en unitats d'energia.